# رابرت ایوانز (بازیکن فوتبال اهل انگلستان)
رابرت ایوانز (انگلیسی: Robert Evans؛ زادهٔ) بازیکن فوتبال اهل بریتانیا است.
از باشگاه‌هایی که در آن بازی کرده‌است می‌توان به باشگاه فوتبال لیتون اورینت اشاره کرد.